# Meiches
Meiches ist ein Ortsteil der Gemeinde Lautertal im mittelhessischen Vogelsbergkreis. Der Ort liegt am Vogelsberg im Naturpark „Hoher Vogelsberg“.

## Geologie
Südlich von Meiches finden sich in dem ansonsten recht feinkörnigen Basalt des Vogelsberges Adern und Gänge eines grobkörnigen Gesteins, das in der Literatur als „Nephelindolerit“ beschrieben wird und aus Nephelin, Titanaugit, Leucit, Magnetit, Sanidin, Apatit und Biotit besteht, wobei die Einzelkörner cm-Größe erreichen. Im Jahre 1741 wurde das Gestein dort (erfolglos) versuchsweise zur Silbergewinnung abgebaut.

## Geschichte

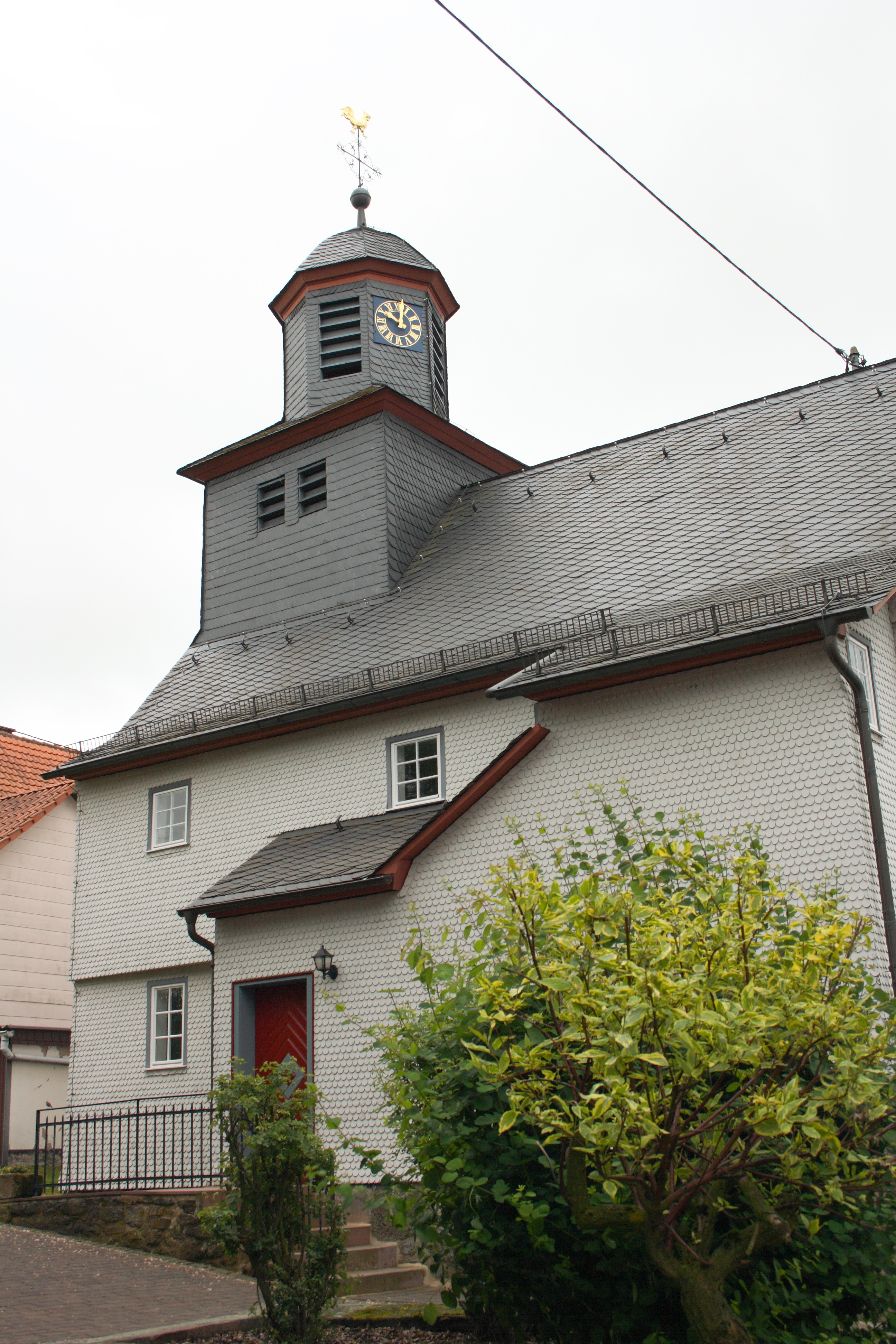
Evangelische Kirche in Meiches

### Ortsgeschichte
Die älteste bekannte schriftliche Erwähnung des Orts „Eyches“ wird nach 1342 datiert: „Item zum Eyches meckels filia“ (Außerdem Meckels Tochter).
1608 hatte sich der Ortsname zu Meiches verändert: „zu Meiches im Ampt Ulrichstein.“ Meiches bedeutet „Die Siedlung am Eichwald“.
Seit dem 16. Jahrhundert gehörte Meiches zum Gericht Felda, Amt Ulrichstein. 1568 wurde ein Leibeigenregister für das Amt Ulrichstein aufgestellt, darunter auch aus Meiches.
Die Meicheser Totenkirche wurde im Jahre 1729 erbaut. Vorher stand an gleicher Stelle eine Heilig-Kreuz-Kirche, von der bis 2008 angenommen wurde, es handle sich um die St. Georgskirche. Diese Kirche wurde wahrscheinlich um 1300 erbaut.
Die Statistisch-topographisch-historische Beschreibung des Großherzogthums Hessen berichtet 1830 über Meiches:

„Meiches (L. Bez. Alsfeld) evangel. Pfarrdorf; liegt im Vogelsberg, 3 St. von Alsfeld, hat 100 Häuser und 524 Einwohner, die alle evangelisch sind, sodann 1 Kirche im Ort, 1 Todtenkirche (Kapelle) unfern des Orts, und 2 Gemeindebackhäuser. Unter den Gewerbsleuten sind einige Leineweber, Dreher, Brandeweinbrenner etc. Bei der Todtenkirche befindet sich ein Taufstein, oder eigentlich Weihkessel, der mit der Jahrzahl CCCCCI. bezeichnet ist, die wahrscheinlich aber MCCCCI. zu zu lesen seyn dürfte. Der frühere Name war Eiches oder zu dem Eiches, woraus in der Folge Meiches entstanden ist.“

Im Zuge der Gebietsreform in Hessen wurde zum 31. Dezember 1971 die Gemeinde Lautertal durch den Zusammenschluss der bisherigen Gemeinden Eichelhain, Eichenrod, Engelrod, Hörgenau und Meiches neu gebildet. Am 1. Februar 1972 kamen Dirlammen und Hopfmannsfeld hinzu. Für alle ehemals eigenständigen Gemeinden von Lautertal wurde je ein Ortsbezirk mit Ortsbeirat und Ortsvorsteher nach der Hessischen Gemeindeordnung gebildet.
Am 1. Februar 1980 wurde der Name der Gemeinde amtlich in Lautertal (Vogelsberg) geändert.

### Verwaltungsgeschichte im Überblick
Die folgende Liste zeigt die Staaten und Verwaltungseinheiten, denen Meiches angehört(e):

- vor 1567: Heiliges Römisches Reich, Landgrafschaft Hessen, Amt Ulrichstein, Gericht Felda
- ab 1567: Heiliges Römisches Reich, Amt Ulrichstein (Söhne der Margarethe von der Saale)[15]
- ab 1570: Heiliges Römisches Reich, Landgrafschaft Hessen-Marburg, Amt Ulrichstein, Gericht Felda
- 1604–1648: Heiliges Römisches Reich, strittig zwischen Landgrafschaft Hessen-Darmstadt und Landgrafschaft Hessen-Kassel (Hessenkrieg)
- ab 1604: Heiliges Römisches Reich, Landgrafschaft Hessen-Darmstadt, Oberfürstentum Hessen, Amt Ulrichstein, Gericht Felda[16]
- 1787: Heiliges Römisches Reich, Landgrafschaft Hessen-Darmstadt, Oberfürstentum Hessen, Amt Ulrichstein, Gericht Felda[17]
- ab 1806: Großherzogtum Hessen, Fürstentum Oberhessen, Amt (und Gericht ab 1803) Ulrichstein[18][19]
- ab 1815: Großherzogtum Hessen, Provinz Oberhessen, Amt Ulrichstein[20]
- ab 1821: Großherzogtum Hessen, Provinz Oberhessen, Landratsbezirk Romrod[21][Anm. 2]
- ab 1829: Großherzogtum Hessen, Provinz Oberhessen, Landratsbezirk Alsfeld (Amtssitzverlegung)
- ab 1832: Großherzogtum Hessen, Provinz Oberhessen, Kreis Alsfeld
- ab 1838: Großherzogtum Hessen, Provinz Oberhessen, Kreis Grünberg
- ab 1848: Großherzogtum Hessen, Regierungsbezirk Alsfeld
- ab 1852: Großherzogtum Hessen, Provinz Oberhessen, Kreis Alsfeld
- ab 1867: Norddeutscher Bund, Großherzogtum Hessen, Provinz Oberhessen, Kreis Alsfeld
- ab 1871: Deutsches Reich, Großherzogtum Hessen, Provinz Oberhessen, Kreis Alsfeld
- ab 1874: Deutsches Reich, Großherzogtum Hessen, Provinz Oberhessen, Kreis Schotten
- ab 1918: Deutsches Reich (Weimarer Republik), Volksstaat Hessen, Provinz Oberhessen, Kreis Schotten
- ab 1938: Deutsches Reich, Volksstaat Hessen, Landkreis Lauterbach
- ab 1945: Amerikanische Besatzungszone, Groß-Hessen, Regierungsbezirk Darmstadt, Landkreis Lauterbach
- ab 1946: Amerikanische Besatzungszone, Hessen, Regierungsbezirk Darmstadt, Landkreis Lauterbach
- ab 1949: Bundesrepublik Deutschland, Hessen, Regierungsbezirk Darmstadt, Landkreis Lauterbach
- ab 1972: Bundesrepublik Deutschland, Hessen, Regierungsbezirk Darmstadt, Vogelsbergkreis, Gemeinde Lautertal (Vogelsberg)
- ab 1981: Bundesrepublik Deutschland, Hessen, Regierungsbezirk Gießen, Vogelsbergkreis, Gemeinde Lautertal (Vogelsberg)

### Gerichte seit 1803
In der Landgrafschaft Hessen-Darmstadt wurde mit Ausführungsverordnung vom 9. Dezember 1803 das Gerichtswesen neu organisiert. Für das Fürstentum Oberhessen (ab 1815 Provinz Oberhessen) wurde das „Hofgericht Gießen“ eingerichtet. Es war für normale bürgerliche Streitsachen Gericht der zweiten Instanz, für standesherrliche Familienrechtssachen und Kriminalfälle die erste Instanz. Übergeordnet war das Oberappellationsgericht Darmstadt. Die Rechtsprechung der ersten Instanz wurde durch die Ämter bzw. Standesherren vorgenommen und somit war für Meiches das Amt Ulrichstein zuständig. Nach der Gründung des Großherzogtums Hessen 1806 wurden die Aufgaben der ersten Instanz zwischen 1821 und 1822 im Rahmen der Trennung von Rechtsprechung und Verwaltung auf die neu geschaffenen Land- bzw. Stadtgerichte übertragen. Meiches fiel in den Gerichtsbezirk des Landgerichts Alsfeld. Durch Verfügung des großherzoglich-hessischen Ministerium des Innern und der Justiz wurde am 1. Dezember 1838 Meiches an den Bezirk des neu errichteten Landgerichts Ulrichstein abgetreten.
Anlässlich der Einführung des Gerichtsverfassungsgesetzes mit Wirkung vom 1. Oktober 1879, infolge derer die bisherigen großherzoglichen Landgerichte durch Amtsgerichte an gleicher Stelle ersetzt wurden, während die neu geschaffenen Landgerichte nun als Obergerichte fungierten, kam es zur Umbenennung in „Amtsgericht Ulrichstein“ und Zuteilung zum Bezirk des Landgerichts Gießen.
1943 verlor das Amtsgericht Ulrichstein seine Selbstständigkeit und wurde zur Zweigstelle des Amtsgerichts Schotten. Mit Wirkung zum 1. Juli 1968 erfolgte die Auflösung des Amtsgerichts Schotten und Meiches kam zum Gerichtsbezirk des Amtsgerichts Lauterbach.
Am 1. Januar 2005 wurde das Amtsgericht Lauterbach als Vollgericht aufgehoben und zur Zweigstelle des Amtsgerichts Alsfeld. Zum 1. Januar 2012 wurde auch diese Zweigstelle geschlossen.

## Bevölkerung

### Einwohnerstruktur 2011
Nach den Erhebungen des Zensus 2011 lebten am Stichtag dem 9. Mai 2011 in Meiches 459 Einwohner. Darunter waren 6 (1,3 %) Ausländer. Nach dem Lebensalter waren 69 Einwohner unter 18 Jahren, 168 zwischen 18 und 49, 114 zwischen 50 und 64 und 108 Einwohner waren älter. Die Einwohner lebten in 183 Haushalten. Davon waren 36 Singlehaushalte, 60 Paare ohne Kinder und 69 Paare mit Kindern, sowie 15 Alleinerziehende und 3 Wohngemeinschaften. In 36 Haushalten lebten ausschließlich Senioren und in 105 Haushaltungen lebten keine Senioren.

### Einwohnerentwicklung
| • 1806: | 492 Einwohner, 93 Häuser           |
| • 1829: | 524 Einwohner, 100 Häuser          |
| • 1867: | 539 Einwohner, 90 bewohnte Gebäude |
| • 1875: | 508 Einwohner, 93 bewohnte Gebäude |

| Meiches: Einwohnerzahlen von 1791 bis 2011 | Meiches: Einwohnerzahlen von 1791 bis 2011 | Meiches: Einwohnerzahlen von 1791 bis 2011 | Meiches: Einwohnerzahlen von 1791 bis 2011 | Meiches: Einwohnerzahlen von 1791 bis 2011 |
| --- | ------------------------------------------ | ------------------------------------------ | ------------------------------------------ | ------------------------------------------ |
| Jahr |                                            |                                            |                                            | Einwohner                                  |
| 1791 | 1791                                       |                                            | 455                                        | 455                                        |
| 1800 | 1800                                       |                                            | 435                                        | 435                                        |
| 1806 | 1806                                       |                                            | 492                                        | 492                                        |
| 1829 | 1829                                       |                                            | 524                                        | 524                                        |
| 1834 | 1834                                       |                                            | 523                                        | 523                                        |
| 1840 | 1840                                       |                                            | 565                                        | 565                                        |
| 1846 | 1846                                       |                                            | 598                                        | 598                                        |
| 1852 | 1852                                       |                                            | 592                                        | 592                                        |
| 1858 | 1858                                       |                                            | 501                                        | 501                                        |
| 1864 | 1864                                       |                                            | 545                                        | 545                                        |
| 1871 | 1871                                       |                                            | 533                                        | 533                                        |
| 1875 | 1875                                       |                                            | 508                                        | 508                                        |
| 1885 | 1885                                       |                                            | 507                                        | 507                                        |
| 1895 | 1895                                       |                                            | 473                                        | 473                                        |
| 1905 | 1905                                       |                                            | 463                                        | 463                                        |
| 1910 | 1910                                       |                                            | 465                                        | 465                                        |
| 1925 | 1925                                       |                                            | 442                                        | 442                                        |
| 1939 | 1939                                       |                                            | 465                                        | 465                                        |
| 1946 | 1946                                       |                                            | 619                                        | 619                                        |
| 1950 | 1950                                       |                                            | 580                                        | 580                                        |
| 1956 | 1956                                       |                                            | 507                                        | 507                                        |
| 1961 | 1961                                       |                                            | 477                                        | 477                                        |
| 1967 | 1967                                       |                                            | 466                                        | 466                                        |
| 1970 | 1970                                       |                                            | 487                                        | 487                                        |
| 1980 | 1980                                       |                                            | ?                                          | ?                                          |
| 1990 | 1990                                       |                                            | ?                                          | ?                                          |
| 2000 | 2000                                       |                                            | ?                                          | ?                                          |
| 2011 | 2011                                       |                                            | 459                                        | 459                                        |
| Datenquelle: Historisches Gemeindeverzeichnis für Hessen: Die Bevölkerung der Gemeinden 1834 bis 1967. Wiesbaden: Hessisches Statistisches Landesamt, 1968. Weitere Quellen: LAGIS; 1791; 1800; Zensus 2011 |                                            |                                            |                                            |                                            |

### Historische  Religionszugehörigkeit
| • 1829: | 524 evangelische (= 100 %) Einwohner                              |
| • 1961: | 459 evangelische (= 96,23 %), 18 katholische (= 3,77 %) Einwohner |

## Politik
Ortsvorsteher ist Achim Hofmann (Stand April 2016).

## Kultur und Sehenswürdigkeiten

### Regelmäßige Veranstaltungen
In Meiches findet jedes Jahr zu Pfingsten eine Kirchweih statt.

### Vereine
- Freiwillige Feuerwehr
- Schützenverein
- Kirmesburschen
- Männergesangverein „Liederkranz“ Meiches
- Evangelischer Frauenchor

### Lokale Besonderheiten

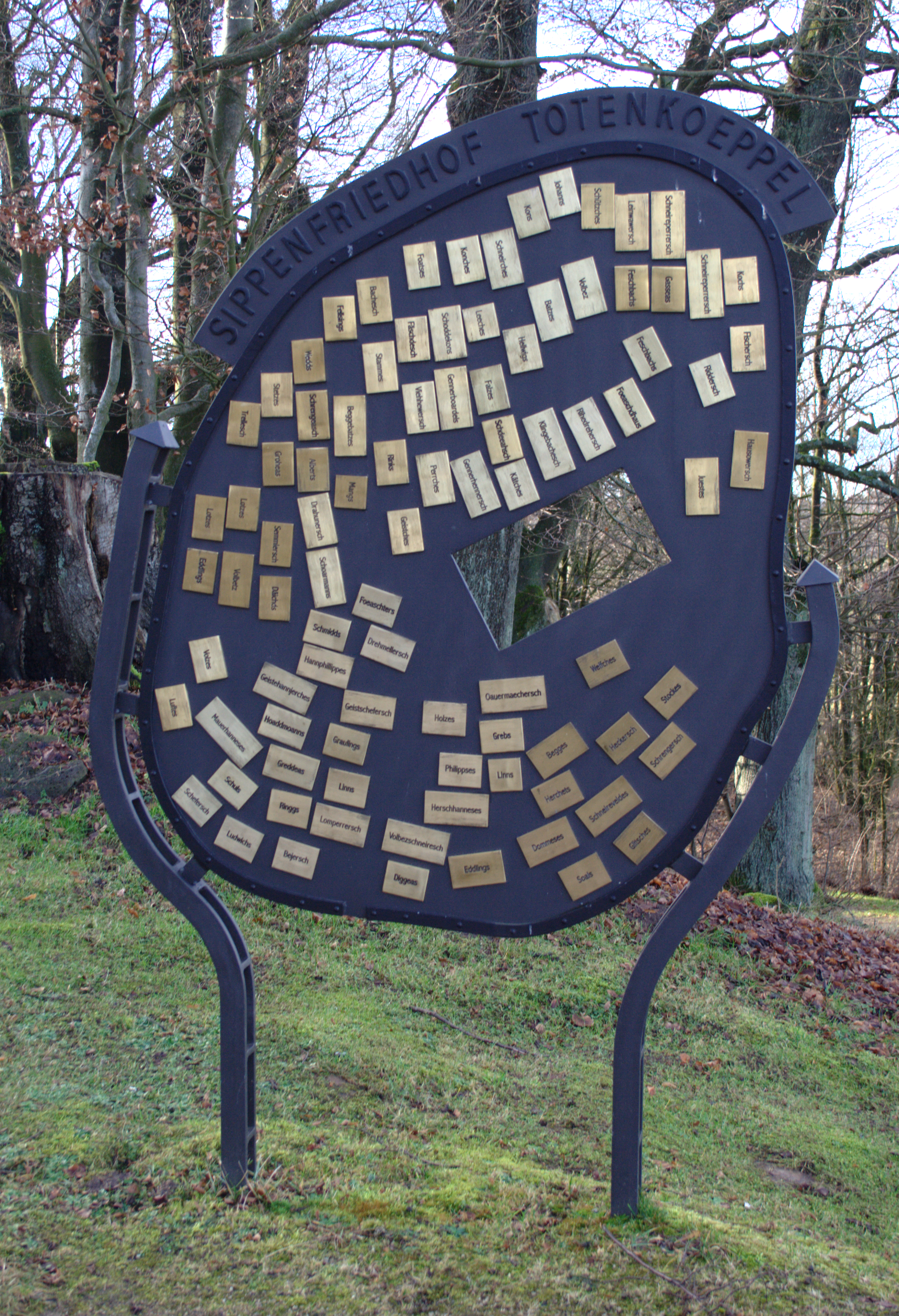
Tafel mit Lageplan der Grabstellen auf dem Totenkoeppel in Meiches

- Meiches ist der einzige Ort in Deutschland, in dem es noch Sippengräber neben den üblichen Reihengräbern gibt. Zu jedem Haus im Dorf gehören bestimmte Grabstätten auf dem Friedhof, und wer dort begraben wird, der wird in aller Regel in den Gräbern seiner eigenen Vorfahren beigesetzt.

## Infrastruktur
- Im Ort gibt es ein Dorfgemeinschaftshaus.
- Im Ort treffen sich die Landesstraßen 3162 und 3163.

## Söhne und Töchter von Meiches
- Else Bierau (1877–1966), hessische Landtagsabgeordnete (DVP)